# Ferrovia Nord-Sud (Vietnam)
La Ferrovia Nord-Sud (in vietnamita Đường sắt Bắc–Nam) è la linea ferroviaria principale del Vietnam che connette la capitale Hanoi nel nord del paese con la città di Ho Chi Minh nel sud. Costruita con scartamento metrico ha una lunghezza totale di 1.726 chilometri ed è gestita dalla società statale Ferrovie del Vietnam (Đường sắt Việt Nam), proprietaria dell'infrastruttura. I treni in servizio sulla linea sono anche noti non ufficialmente come Espresso della Riunificazione, in riferimento alla riunificazione del paese dopo la fine della guerra del Vietnam.
La linea venne costruita durante il dominio coloniale francese tra il 1899 ed il 1936. Tra la seconda guerra mondiale e la guerra del Vietnam la ferrovia venne sabotata e danneggiata più volte. A causa dei danni e degli scarsi investimenti negli anni successivi la linea ferroviaria versa in cattive condizioni mentre l'infrastruttura è generalmente obsoleta. Più di recente una serie di lavori di adeguamento hanno migliorato la sicurezza e l'efficienza della linea.

## Tracciato
La ferrovia Nord-Sud corre per la maggior parte del tracciato lungo la costa del Vietnam. Partendo da Hanoi, attraversa le provincie di Hà Nam, Nam Đinh, Ninh Bình, Thanh Hóa, Nghệ An (Vinh), Hà Tĩnh, Quảng Bình (Đồng Hới), Quảng Trị (Đông Hà), Huế, Da Nang, Quảng Nam, Quảng Ngãi, Bình Định, Phú Yên, Khánh Hòa (Nha Trang), Ninh Thuận, Bình Thuận (Phan Thiết), Đồng Nai e Binh Dương, prima di raggiungere il capolinea di Ho Chi Minh. La linea attraversa varie zone note per la bellezza del paesaggio tra cui il colle delle Nuvole, la penisola di Lăng Cô nei pressi di Hue e la baia di Van Phong vicino a Nha Trang. I treni impiegano circa 30 ore a percorrere l'intera tratta.

## Storia

Lo sviluppo della rete ferroviaria in Vietnam

### Il periodo coloniale
L'idea di una ferrovia che collegasse il nord e il sud dell'Indocina venne per la prima volta espressa dal governatore generale uscente dell'Indocina Francese Jean Marie de Lanessan nel 1895. Convinto dell'importanza strategica dell'infrastruttura la soprannominò "la colonna vertebrale dell'Indocina", una connessione tra Hanoi e Saigon da cui si sarebbero diramate tutte le altre ferrovie della colonia. Il suo successore Paul Doumer, in carica dal 1897, mise a punto un progetto generale per lo sviluppo ferroviario in Indocina, inclusa la ferrovia nord-sud e una connessione tra la regione dello Yunnan in Cina e il Vietnam, la attuale Kumming-Haiphong. Il governo francese approvò la costruzione della linea dello Yunnan e di varie sezioni della ferrovia nord-sud, sbloccando un prestito di 200 milioni di franchi nell'anno successivo per iniziare i lavori. La linea Phu Lang Thuong-Lạng Sơn venne ammodernata ed estesa da Hanoi al confine cinese presso Dong Dang dove giunse nel 1902, mentre la prima sezione della linea dello Yunnan tra Hanoi e Haiphong venne aperta nello stesso anno.
I lavori sulle prime sezioni della ferrovia nord-sud iniziarono nel 1899 e durarono in totale più di 30 anni, con i lavori suddivisi in singole tratte. La prima sezione ad essere costruita fu la Hanoi-Vinh, iniziata nel 1899 e completata nel 1905. Tra il 1905 ed il 1913 venne costruita la Nha Trang-Saigon, con la sezione Saigon-Tan Linh inaugurata nel 1908, seguita dalla Tan Linh-Nha Trang nel 1913. Nello stesso periodo iniziarono i lavori di costruzione nei pressi di Hue, per connettere la città a sud con Tourane (Da Nang) e a nord con Đông Hà. La Hue-Tourane venne inaugurata nel 1906 mentre la Hue-Dong Ha entrò in servizio nel 1908. Tra il 1913 ed il 1927 i lavori proseguirono tra Vinh e Hue, mentre la sezione finale tra Tourane e Nha Trang venne costruita tra il 1930 ed il 1936. La linea, lunga 1.726 chilometri, venne inaugurata ufficialmente il 2 ottobre 1936.
I primi treni in servizio sulla linea, soprannominata Transindochinois (Transindocinese) impiegavano circa 60 ore a percorrere l'intera tratta, viaggiando per due giorni e tre notti. Verso la fine degli anni trenta il tempo di percorrenza diminuì arrivando a circa 40 ore, e la velocità media aumentò fino a 43 km/h. I treni erano trainati da locomotive francesi di tipo Pacific o Mikado, ed erano attrezzati con carrozze letto e ristorante.

### Le guerre
A seguito dell'invasione giapponese dell'Indocina francese, durante la seconda guerra mondiale, le forze giapponesi iniziarono a utilizzare le ferrovie vietnamite per trasportare truppe e materiali. La guerriglia Viet Minh iniziò quindi azioni di sabotaggio sulla linea, che venne anche bombardata dall'aviazione americana. Con la ritirata dei giapponesi dalla penisola, iniziarono lavori di riparazione per rendere la linea nuovamente operativa. 

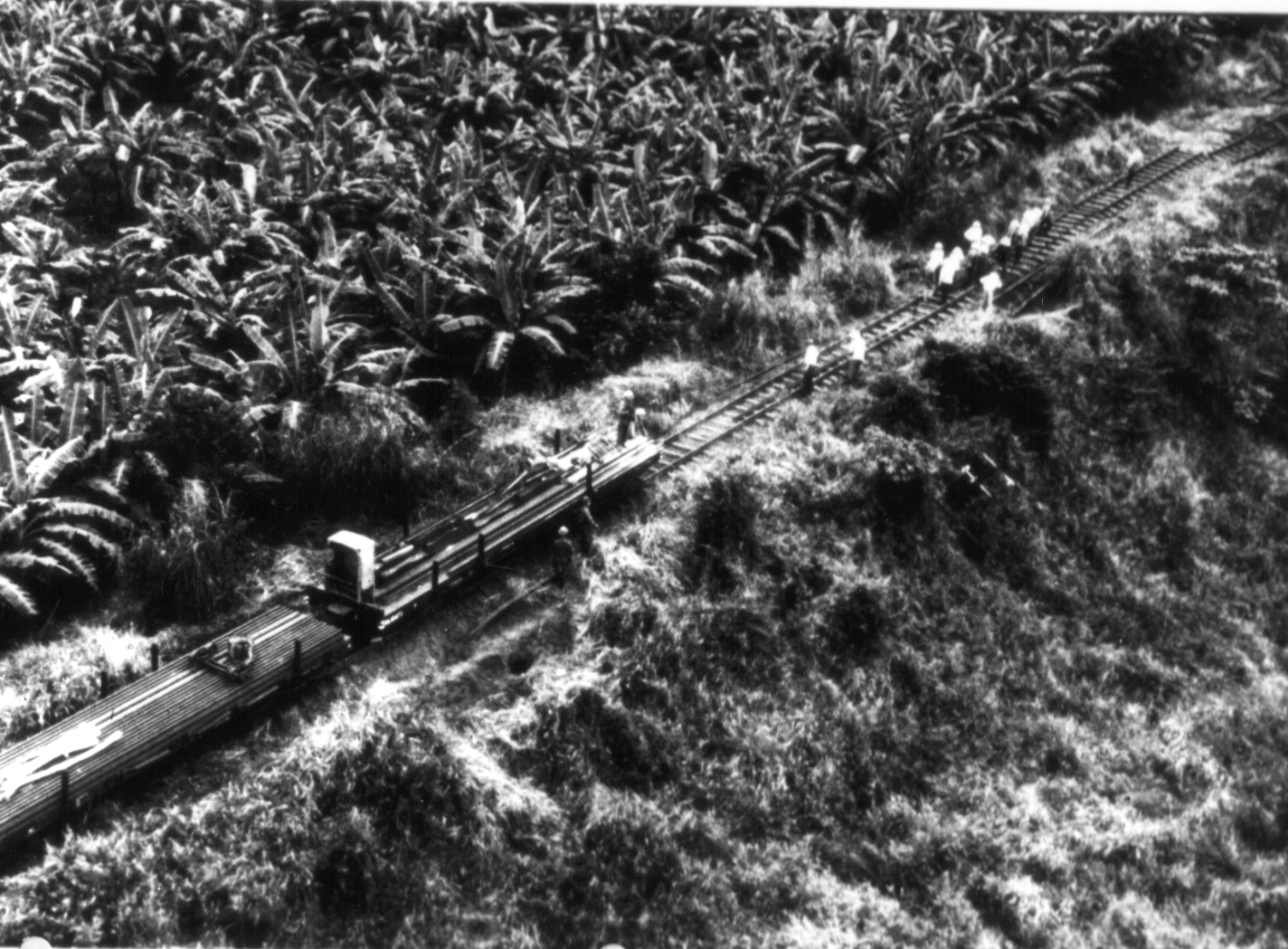
Riparazioni sulla linea durante la guerra del Vietnam

A pochi mesi dalla fine della seconda guerra mondiale le ostilità ripresero nuovamente in Vietnam con lo scoppio della guerra d'Indocina combattuta dai Viet Minh contro le forze coloniali francesi, ribattezzate dopo la guerra come Unione francese. Anche le azioni di sabotaggio contro la linea ferroviaria ripresero immediatamente. In risposta, i francesi iniziarono riorganizzarono il traffico in convogli di più treni protetti da treni corazzati, noti come Rafale per controllare il territorio e per trasportare merci tra il nord e il sud del paese. Questi convogli viaggiavano solo durante il giorno e a velocità ridotta per paura di sabotaggi sulla linea mentre di notte venivano riparati in posizioni fortificate sulla linea. Durante la notte solamente i treni corazzati transitavano sulla linea per proteggere l'infrastruttura. Nel febbraio 1951 la prima unità entrò in servizio sulla tratta Saigon-Nha Trang della linea nord-sud. L'uso dei Rafale non riuscì a fermare le incursioni Viet Minh, che riuscirono a smontare intere parti dell'infrastruttura per creare una nuova rete ferroviaria tra Ninh Hoa e Da Nang, in un'area sotto il loro controllo. Nel 1953 le forze vietnamite iniziarono ad attaccare direttamente i treni corazzati, minando e facendo saltare i ponti al loro passaggio, essendo venute in possesso a loro volta di treni corazzati catturati nel tratto settentrionale. Uno di questi convogli Viet Minh fu protagonista di una battaglia unica nella storia delle ferrovie, quando si scontrò con un treno corazzato francese sulla linea.  Nel 1954, con la sconfitta francese e la firma degli accordi di Ginevra, il Vietnam venne diviso tra in Nord comunista e la Repubblica del Vietnam a sud. La ferrovia nord-sud venne quindi interrotta all'altezza del ponte di Hiền Lương, sul fiume Bến Hải, nella provincia di Quảng Trị.
Per tutta la guerra del Vietnam la ferrovia nord-sud rimase un obiettivo di bombardamento e sabotaggio per entrambi gli schieramenti. Il Vietnam del sud, con il supporto degli Stati Uniti, ricostruì la linea tra Saigon e Hue alla fine degli anni 50 per un totale di 1.041 chilometri per trasportare uomini e materiali. Nonostante questi sforzi una incessante campagna di attacchi da parte dei Viet cong e delle forze regolari del Vietnam del nord rese la ferrovia progressivamente inutilizzabile, costringendo le forze americane ad utilizzare le strade o il trasporto aereo per rifornire le truppe. Tra il 1961 ed il 1964 si contarono non meno di 800 azioni di sabotaggio, e negli anni successivi la linea venne progressivamente abbandonata.
Nel Vietnam del nord le operazioni di bombardamento americane sulla ferrovia si concentrarono su obiettivi strategici, in particolare i ponti sulla ferrovia nord sud e sulla linee a nord di Hanoi impiegate per trasportare rinforzi provenienti dalla Repubblica Popolare Cinese. La prima campagna di bombardamento, nota come operazione Rolling Thunder ebbe luogo tra il 2 marzo 1965 ed il 1 novembre 1968, quando il presidente americano Lyndon B.Johnson sospese temporaneamente gli attacchi aerei sul nord del paese. I bombardamenti ripresero tra il 9 maggio e il 23 ottobre 1972 nel quadro dell'operazione Linebacker e nuovamente tra il 18 e il 29 dicembre dello stesso anno con l'operazione Linebacker II, con regole d'ingaggio meno restrittive.
Con la caduta di Saigon il 30 aprile 1975 e la fine della guerra, il governo comunista del Vietnam riunificato prese il controllo delle ferrovie del sud. La ferrovia nord-sud, nonostante i gravi danni riportati durante il conflitto venne riparata e riprese servizio il 31 dicembre 1976, pubblicizzata come simbolo dell'unità del paese. In poco più di un anno vennero riparati più di 1300 ponti, 27 gallerie, 158 stazioni e 1370 scambi. Per ottenere questo risultato alcune ferrovie minori che si immettevano sulla linea nord-sud come la Da Lat-Thap Cham vennero smantellate ed il materiale usato per le riparazioni sulla linea principale.

## Stazioni
| Km    | Stazione   | Regione               | Provincia      | Circoscrizione, distretto, città             | Data di apertura | Note                                                                                   | Foto                       |
| 0     | Hanoi      | Delta del fiume rosso | Hanoi          | Distretto di Hoan Kiem, Hanoi                | 1902             | Cambio con le linee Hanoi–Haiphong, Hanoi–Thái Nguyên, Hanoi–Lào Cai, Hanoi–Đồng Đăng. | Hanoi Railway Station      |
| 5     | Giáp Bát   | Delta del fiume rosso | Hanoi          | Distretto di Hoang Mai, Hanoi                |                  | Scalo merci                                                                            | Foto                       |
| 56    | Phủ Lý     | Delta del fiume rosso | Hà Nam         | Hai Ba Trung, Phủ Lý                         |                  |                                                                                        | Phủ Lý Railway Station     |
| 87    | Nam Định   | Delta del fiume rosso | Nam Định       | Nam Định                                     |                  |                                                                                        | Foto                       |
| 115   | Ninh Bình  | Delta del fiume rosso | Ninh Bình      | Circoscrizione di Thanh Binh, Hoa Lư         |                  |                                                                                        | Ninh Bình Railway Station  |
| 176   | Thanh Hóa  | Bắc Trung Bộ          | Thanh Hóa      | Circoscrizione di Tan Son, Thanh Hóa         |                  |                                                                                        | Thanh Hóa Railway Station  |
| 319   | Vinh       | Bac Trung Bo          | Nghệ An        | Circoscrizione di Lê Lợi, Vinh               | 1905             |                                                                                        | Vinh Railway Station       |
| 522   | Đồng Hới   | Bac Trung Bo          | Quảng Bình     | Circoscrizione di Nam Ly, Đồng Hới           |                  |                                                                                        | Đồng Hới Railway Station   |
| 622   | Đông Hà    | Bac Trung Bo          | Quảng Trị      | Đông Hà                                      |                  |                                                                                        | Đông Hà Railway Station    |
| 688   | Huế        | Bac Trung Bo          | Thua Thiên-Huế | Huế                                          | 1906             |                                                                                        | Huế Railway Station        |
| 777   | Kim Lien   | Nam Trung Bo          | Da Nang        |                                              |                  | Scalo merci                                                                            | Foto                       |
| 791   | Đà Nẵng    | Nam Trung Bo          | Da Nang        | Distretto di Thanh Khe                       | 1902             |                                                                                        | Đà Nẵng Railway Station    |
| 865   | Tam Kỳ     | Nam Trung Bo          | Quảng Nam      | Circoscrizione di An Xuan, Tam Ky            |                  |                                                                                        | Tam Kỳ Railway Station     |
| 928   | Quảng Ngãi | Nam Trung Bo          | Quảng Ngãi     | Circoscrizione di Quang Phu, Quảng Ngãi      |                  |                                                                                        | Quảng Ngãi Railway Station |
| 1096  | Diêu Trì   | Nam Trung Bo          | Bình Định      | Circoscrizione Tuy Phước, Diêu Trì           |                  | Per Quy Nhơn                                                                           | Dieu Tri Railway Station   |
| 1096* | Quy Nhơn   | Nam Trung Bo          | Bình Định      | Quy Nhơn                                     |                  |                                                                                        | Quy Nhơn Railway Station   |
| 1198  | Tuy Hòa    | Nam Trung Bo          | Phú Yên        | Circoscrizione 2, Tuy Hòa                    |                  |                                                                                        | Tuy Hòa Railway Station    |
| 1315  | Nha Trang  | Nam Trung Bo          | Khánh Hòa      | Circoscrizione Phuoc Tan, Nha Trang          |                  |                                                                                        | Nha Trang Railway Station  |
| 1408  | Tháp Chàm  | Dong Nam Bo           | Ninh Thuận     | Circoscrizione My Huong, Phan Rang-Tháp Chàm |                  | Cambio con la linea Da Lat–Thap Cham                                                   | Thap Cham Railway Station  |
| 1551  | Bình Thuận | Dong Nam Bo           | Bình Thuận     | Muong Man                                    |                  | Per Phan Thiết                                                                         | Bình Thuận Railway Station |
| 1697  | Biên Hòa   | Dong Nam Bo           | Đồng Nai       | Circoscrizione Trung Dung, Biên Hòa          |                  |                                                                                        | Foto                       |
| 1711  | Sóng Thần  | Dong Nam Bo           | Ho Chi Minh    | Distretto di Di An, An Binh                  |                  | Scalo merci                                                                            | Foto                       |
| 1726  | Sai Gon    | Dong Nam Bo           | Ho Chi Minh    | Circoscrizione 9, Distretto 3                | 1983             |                                                                                        | Saigon Railway Station     |